# Taishan Shuiku (reservoar i Kina, Fujian)
Taishan Shuiku (kinesiska: 台山水库) är en reservoar i Kina. Den ligger i provinsen Fujian, i den sydöstra delen av landet, omkring 260 kilometer sydväst om provinshuvudstaden Fuzhou. Taishan Shuiku ligger 99 meter över havet. Arean är 0,23 kvadratkilometer. Omgivningarna runt Taishan Shuiku är en mosaik av jordbruksmark och naturlig växtlighet. Den sträcker sig 0,7 kilometer i nord-sydlig riktning, och 0,6 kilometer i öst-västlig riktning.
Genomsnittlig årsnederbörd är 1 610 millimeter. Den regnigaste månaden är maj, med i genomsnitt 312 mm nederbörd, och den torraste är oktober, med 18 mm nederbörd.